# Libijska pustinja
Libijska pustinja je afrička pustinja koja se nalazu na sjevernom i istočnom dijelu pustinje Sahara i obuhvaća jugozapadni Egipat, istočnu Libiju i sjeverozapadni Sudan. Zauzimajući površinu od oko 1.100.000 kvadratnih kilometara, ona je gotovo iste veličine kao Indijski potkontinent. Kvadratnog je oblika i prostire se oko 1.100 km od istoka na zapad i 1.000 km od sjevera ka jugu.

## Fizička geografija
Ova pustinja je pretežno šljunkovita i stejnovita, a naseljava je nomadski narod Senusi. Najdominantnije životinjske vrste su pješčane zmije i škorpioni.
Grebeni i duboke depresije postoje u nekim dijelovima pustinje, a ni jedna rijeka ni potok ne protječe ovom pustinjom. Pustinjska visoravan Jilf al Kabir ima nadmorsku visinu od oko 1000 metara, za razliku od neprekidnog teritorija pločastog kamenja prekrivenog slojevima horizontalnih naslaga sedimenta, koji stvara ogroman ravan plato.
Ima sedam značajnih depresija u Libijskoj pustinji, i sve se smatraju oazama, izuzev najveće, Katare, gdje je voda slana. Ograničena poljoprivredna proizvodnja, prisustvo nekih prirodnih resursa, i stalnih naselja se nalaze u drugih šest udolina, koje imaju svježu vodu kojom ih snabdijeva Nil ili lokalni izvori.
Oaza Siva, blizu libijske granice i zapadno od Katare, je izolirana od ostatka Egipta ali se u njoj život održao još od davnih vremena.
Druge velike oaze su Siva, Gahla i Karga u Egiptu, te Jagbub u Libiji i sve zajedno čine topografski lanac koji se širi od oaze Al Fajum (koja se naziva i Dolina Fajum) a nalazi se 60 km jugozapadno od Kaira, a zatim na jug do oaza Bahrija, Farafira i Dahila, prije nego što se dođe do najveće oaze, Haridža. Slano jezero, Birkat Karun, koje je u davna vremena istjecalo u Nil, na sjeveru doseže do oaze Al Fajum. Stoljećima je slatka voda arteških bunara u oazi Al Fajum omogućavala gajenje biljaka na navodnjavanom terenu površine preko 1.800 kvadratnih km.

## Najvažnije geografske osobine Libijske pustinje

### Depresija Katara
Depresija Katara, druga najniža točka u Africi je veličine oko 15.000 km², a nalazi se duboko ispod razine mora (najniža točka je 133 metara ispod razine mora). Rijetko naseljena depresija Katara je pokrivena glinovitim tlom, slanim močvarama i slanim jezerima.

### Pješčana mora
U Libijskoj pustinji postoje tri pješčana mora s dinama visokim do 110 m. Ona pokrivaju oko 25% pustinje:
- Egipatsko pješčano more
- Kalanško pješčano more
- Rebijansko pješčano more

## Vanjske poveznice
http://www.travel-to-egypt.net/libyan-desert.html  Arhivirana inačica izvorne stranice od 23. listopada 2008. (Wayback Machine)